# Tour des Alpes-Maritimes 2025
Il Tour des Alpes-Maritimes 2025, cinquantasettesima edizione della corsa, valida come prova dell'UCI Europe Tour 2025 categoria 2.1, si svolse in due tappe dal 22 al 23 febbraio 2025 su un percorso totale di 294,2 km con partenza da Contes e arrivo a Vence, in Francia. 
La vittoria fu appannaggio dell'italiano Christian Scaroni, il quale completò il percorso in 7h28'47", alla media di 39,333 km/h, precedendo il colombiano Santiago Buitrago ed il francese Lenny Martinez.

## Tappe
| Tappa  | Data        | Percorso                     | km    | Vincitore di tappa | Leader cl. generale |
| ------ | ----------- | ---------------------------- | ----- | ------------------ | ------------------- |
| 1ª     | 22 febbraio | Contes > Gourdon             | 162,4 | Christian Scaroni  | Christian Scaroni   |
| 2ª     | 23 febbraio | Villefranche-sur-Mer > Vence | 131,8 | Dorian Godon       | Christian Scaroni   |
| Totale | Totale      | Totale                       | 294,2 |                    |                     |

## Squadre e corridori partecipanti
| N.    | Cod. | Squadra                         |
| ----- | ---- | ------------------------------- |
| 1-7   | TBV  | Bahrain Victorious              |
| 11-17 | DAT  | Decathlon AG2R La Mondiale Team |
| 21-27 | GFC  | Groupama-FDJ                    |
| 31-37 | LOT  | Lotto                           |
| 41-46 | EFE  | EF Education-EasyPost           |
| 51-57 | IWA  | Intermarché-Wanty               |
| 61-67 | COF  | Cofidis                         |
| 71-77 | ARK  | Arkéa-B&B Hotels                |

| N.      | Cod. | Squadra                           |
| ------- | ---- | --------------------------------- |
| 81-87   | XAT  | XDS Astana Team                   |
| 91-97   | IPT  | Israel-Premier Tech               |
| 101-107 | TEN  | TotalEnergies                     |
| 111-117 | RKT  | Unibet Tietema Rockets            |
| 121-126 | AUB  | St Michel-Preference Home-Auber93 |
| 131-137 | VRR  | Van Rysel-Roubaix                 |
| 141-147 | UCN  | CIC-U-Nantes                      |
| 151-157 | NMC  | Nice Métropole Côte d'Azur        |

## Dettagli delle tappe

### 1ª tappa
- 22 febbraio: Contes > Gourdon – 162,4 km

Risultati
| Pos. | Corridore         | Squadra | Tempo    |
| ---- | ----------------- | ------- | -------- |
| 1    | Christian Scaroni | XDS     | 4h19'45" |
| 2    | Santiago Buitrago | Bahrain | s.t.     |
| 3    | Lenny Martinez    | Bahrain | a 4"     |

| Pos. | Corridore         | Squadra | Tempo    |
| ---- | ----------------- | ------- | -------- |
| 1    | Christian Scaroni | XDS     | 4h19'45" |
| 2    | Santiago Buitrago | Bahrain | a 4"     |
| 3    | Lenny Martinez    | Bahrain | a 10"    |

### 2ª tappa
- 23 febbraio: Villefranche-sur-Mer > Vence – 131,8 km

Risultati
| Pos. | Corridore        | Squadra   | Tempo    |
| ---- | ---------------- | --------- | -------- |
| 1    | Dorian Godon     | Decathlon | 3h19'45" |
| 2    | Joseph Blackmore | Israel    | s.t.     |
| 3    | Nicola Conci     | XDS       | s.t.     |

| Pos. | Corridore         | Squadra | Tempo    |
| ---- | ----------------- | ------- | -------- |
| 1    | Christian Scaroni | XDS     | 7h28'47" |
| 2    | Santiago Buitrago | Bahrain | a 10"    |
| 3    | Lenny Martinez    | Bahrain | a 12"    |

## Evoluzione delle classifiche
| Tappa              | Vincitore          | Classifica generale Maglia gialla | Classifica a punti Maglia verde | Classifica scalatori Maglia rossa | Classifica giovani Maglia bianca | Classifica a squadre |
| ------------------ | ------------------ | --------------------------------- | ------------------------------- | --------------------------------- | -------------------------------- | -------------------- |
| 1ª                 | Christian Scaroni  | Christian Scaroni                 | Baptiste Veistroffer            | Kenny Molly                       | Lenny Martinez                   | Bahrain Victorious   |
| 2ª                 | Dorian Godon       | Christian Scaroni                 | Joseph Blackmore                | Kenny Molly                       | Lenny Martinez                   | Bahrain Victorious   |
| Classifiche finali | Classifiche finali | Christian Scaroni                 | Joseph Blackmore                | Kenny Molly                       | Lenny Martinez                   | Bahrain Victorious   |

## Classifiche finali

### Classifica generale
| Pos. | Corridore         | Squadra     | Tempo    |
| ---- | ----------------- | ----------- | -------- |
| 1    | Christian Scaroni | XDS         | 7h28'47" |
| 2    | Santiago Buitrago | Bahrain     | a 10"    |
| 3    | Lenny Martinez    | Bahrain     | a 12"    |
| 4    | Joseph Blackmore  | Israel      | a 57"    |
| 5    | Lorenzo Fortunato | XDS         | a 58"    |
| 6    | Guillaume Martin  | Groupama    | a 59"    |
| 7    | Jarno Widar       | Lotto       | s.t.     |
| 8    | A. Paret-Peintre  | Decathlon   | a 1'04"  |
| 9    | Richard Carapaz   | EF          | a 1'11"  |
| 10   | Louis Barré       | Intermarché | a 1'15"  |

### Classifica a punti - Maglia verde
| Pos. | Corridore         | Squadra     | Punti |
| ---- | ----------------- | ----------- | ----- |
| 1    | Joseph Blackmore  | Israel      | 12    |
| 2    | Dorian Godon      | Decathlon   | 10    |
| 3    | Louis Barré       | Intermarché | 6     |
| 4    | Christian Scaroni | XDS         | 4     |
| 5    | Nicola Conci      | XDS         | 4     |

### Classifica scalatori - Maglia rossa
| Pos. | Corridore         | Squadra     | Punti |
| ---- | ----------------- | ----------- | ----- |
| 1    | Kenny Molly       | Van Rysel   | 41    |
| 2    | Harry Sweeny      | EF          | 41    |
| 3    | Sergio Meris      | Unibet      | 27    |
| 4    | Louis Barré       | Intermarchè | 18    |
| 5    | Edoardo Zamperini | Arkéa       | 18    |

### Classifica giovani - Maglia bianca
| Pos. | Corridore        | Squadra     | Tempo    |
| ---- | ---------------- | ----------- | -------- |
| 1    | Lenny Martinez   | Bahrain     | 7h28'59" |
| 2    | Joseph Blackmore | Israel      | a 45"    |
| 3    | Jarno Widar      | Lotto       | a 47"    |
| 4    | Louis Barré      | Intermarché | a 1'03"  |
| 5    | Yaël Joalland    | CIC         | a 1'13"  |

### Classifica a squadre
| Pos. | Squadra                    | Tempo     |
| ---- | -------------------------- | --------- |
| 1    | Bahrain Victorious         | 22h28'28" |
| 2    | XDS Astana Team            | a 38"     |
| 3    | Decathlon AG2R La Mondiale | a 6'38"   |
| 4    | Intermarché-Wanty          | a 6'57"   |
| 5    | EF Education-EasyPost      | a 8'22"   |